# Brachymyrmex aphidicola
Brachymyrmex aphidicola es una especie de hormiga perteneciente al género Brachymyrmex, categorizada en la tribu Myrmelachistini, de la subfamilia Formicinae.

## Distribución
La especie es nativa de la región del Neotrópico. Se distribuye por América, en Argentina, Bermudas, Bolivia, Brasil, Colombia, Costa Rica, Ecuador, Estados Unidos, Guatemala, Guyana, México, Nicaragua, Panamá, Paraguay, Perú y Venezuela. Se ha encontrado a altitudes de 50-550 m s. n. m.

## Taxonomía
Fue descrita por Forel, 1909.